# Wadyo-parani-dyapá
Wadyo-parani-dyapá (Uadioparanindiapa, Wadjo Djapá, Wadiu-paranindiapá, Uadyo-Paranin-dyapá, Uadioparanindiapá, Wadyo-Paraniñ-Dyapa, Kayarára, Cairara) /Wadjo Paranim =macaco cairara,/ jedno od plemena i jezika Kanamari Indijanaca, porodica Catuquinean, iz brazilske države Amazonas s gornjeg toka rijeke río Jutaí i srednjeg toka Japurá. Naziv Wadjo Paranim označava cairara majmuna (Cebus Kaaporis), dok sufix -djapa označava manje plemenske segmente kod Kanamarija.
Charles A. Zisa (1970) jihov jezik navodi kao dijalekt jezika Tauaré Indijanaca.